# Cydrela nitidiceps
Cydrela nitidiceps là một loài nhện trong họ Zodariidae.
Loài này thuộc chi Cydrela. Cydrela nitidiceps được Eugène Simon miêu tả năm 1905.